# ナイスモーニング
『ナイスモーニング』は、山陽放送運営のRSKラジオで平日朝に放送されていたラジオ番組。

## 歴代パーソナリティ
いずれも出演当時は山陽放送アナウンサー。
- 滝沢忠孝（全期間）[1][2]
- 平松由美
- 奥富亮子[1][3]
- 小田恵子
- 伊藤奈美